# シネマーク・シアターズ

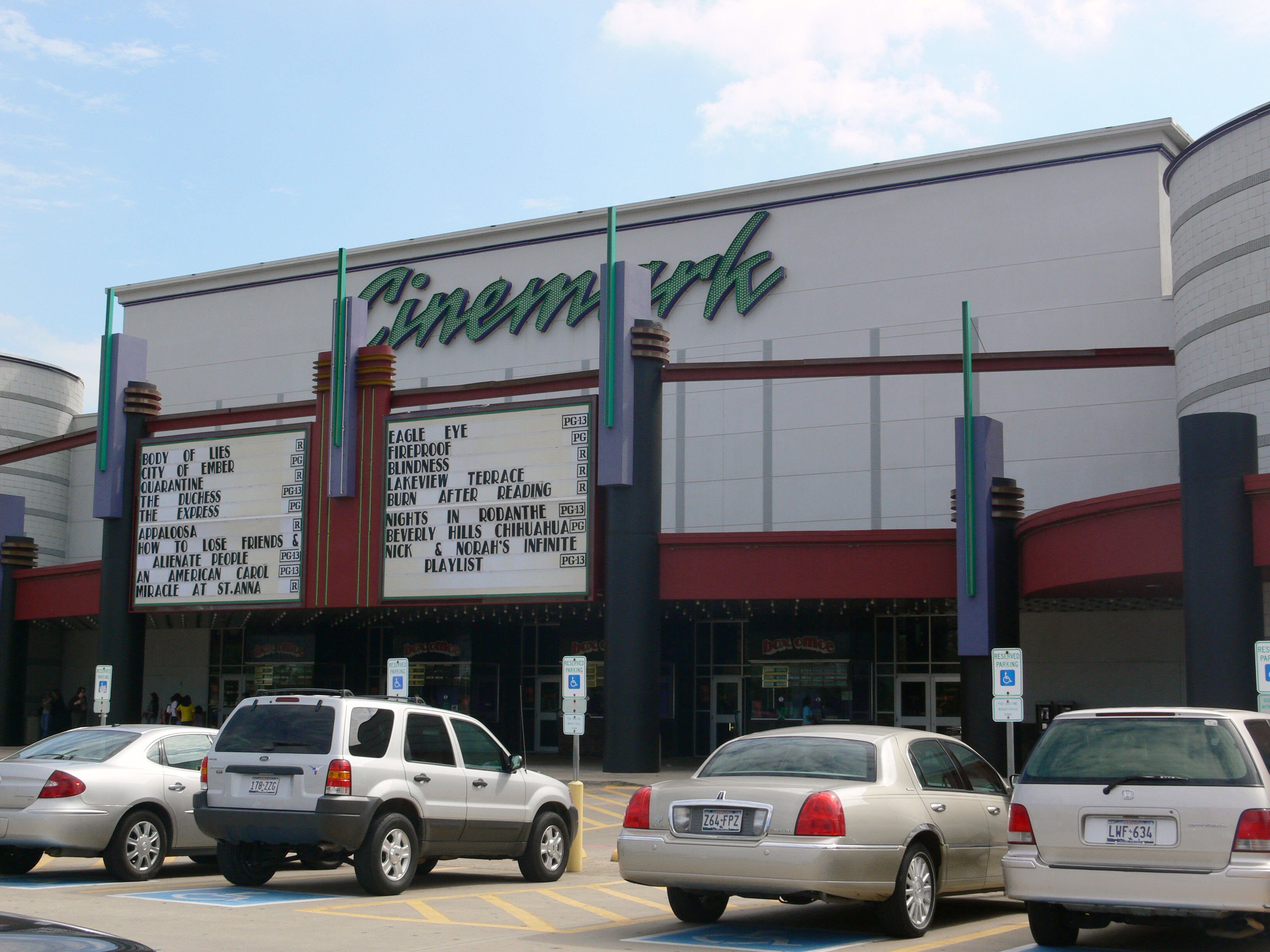
「シネマーク17・アンド・IMAXシアター」テキサス州ダラスにあるシネマコンプレックス

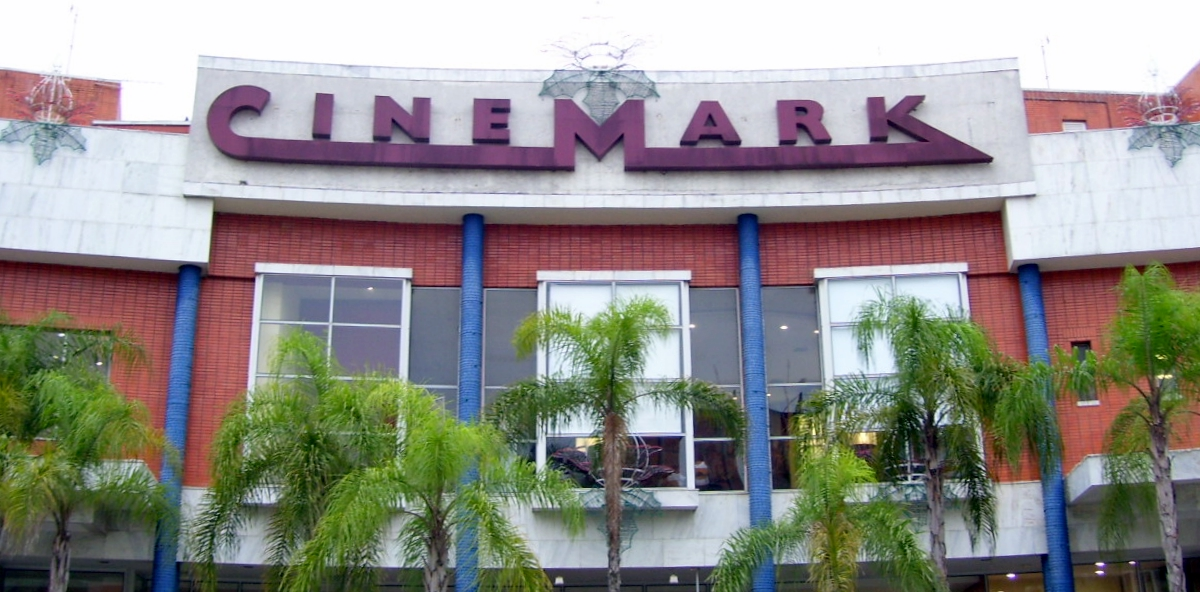
ブラジルリオデジャネイロのバラダチジュカの繁華街にあるシネマークのシネマコンプレックス

シネマーク・シアターズ（Cinemark）は、2008年9月30日現在、アメリカと南米に414サイト、4717スクリーンを構える米国の大手映画館チェーン。
シネマークチェーンはアメリカ国内38州に289サイト、3688スクリーンを持つ3番目に大きい映画興行チェーンである。南米12カ国にも125サイト、1029スクリーンを展開し、展開地域が最も多様である。
シネマークは2007年、年間興行成績上位25州のうち22州で1位または2位であった。
シネマークはシネマーク、センチュリー、シネアーツ（シネマーク傘下のミニシアターチェーン）など複数の名称で劇場を運営している。

## 沿革
- 1984年 - 映画興行の経験者であるリー・ロイ・ミッチェルと不動産開発業者のポール・ブロードヘッドがシネマークUSAを設立した。ミッチェルはコンソーリデーティッド・シアター社からソルトレイクシティー・シアターを買収した。シネマーク傘下の第1号店である。
- 1986年 - カリフォルニア州、オレゴン州、ユタ州に80スクリーンを保有するエンターテインメント・センター・オブ・アメリカを取得。また、シネプレックス社からテキサス州ヒューストンの80スクリーンを取得。プリットから買収した10スクリーンを割引上映の映画館に業態転換した。アラン・W・ストックが同社の運営部長に就任。
- 1987年 - シネマークは派手なハリウッド風アール・デコ調を思い起こさせる明るい多彩な内装に行き着いた。その特徴的な外観はテキサス州のテキサカーナに開館したムービー8で初登場した。100平方メートルのゲームセンターが併設され、そのコンセプトはその後の全劇場に影響を及ぼすことになる。
- 1988年 - 人気マスコットキャラクター『フロント・ロー・ジョー』が誕生した。12スクリーンを備える初の劇場がテキサス州のサンアントニオとオースティンに開館した。
- 1989年 - テネシー州ノックスビルのプレミア・シネマズから150スクリーンを取得し、初めてケンタッキー州やオハイオ州に展開。また、テキサス州ビクトリアのフレールズ・シアターズを取得した。
- 1990年 - アメリカ国内で建設されたうちの半分に当たる229スクリーンを建設する記録的な出店を行った。20スクリーンを所有するトランス・テキサス・シネマを取得。97スクリーンを所有するペーブル社を取得。ミッチェルは全米映画興行主協会の理事に選出される。
- 1991年 - 16スクリーンを備える初の劇場がミシガン州デトロイト郊外に開館した。ベアー・スターンズを通じて1億2500万ドルが事業拡大のための資本増強としてシネマークUSAに供給された。
- 1992年 - テキサス州ガーランドのハリウッドUSAはシネマーク初のコンセプトシアターである。15スクリーンのロビーにママ・ルギズ・ピザが初めて出店した。
- 1993年 - 南米に初進出し、チリのサンティアゴに6スクリーンのシネマコンプレックスを出店する。
- 1994年 - メキシコ各地に急展開する第一歩として、メキシコに4サイトを出店する。アメリカ国内でも攻撃的な出店戦略を続ける。
- 1995年 - 過去最大の7900平方メートルの複合施設シネマーク17をダラスに開館する。ヒューストンに新規に6サイト100スクリーンを展開する1億ドルの投資を発表。他にもアメリカ国内では8サイト100スクリーン、メキシコでは50スクリーン、チリでは7スクリーン、カナダでは12スクリーンの新規出店を行った。
- 1996年 - シネマーク・インターナショナルがアルゼンチン、ブラジル、チリ、メキシコ及び中米での開発、建設を開始。アメリカ国内では17サイト228スクリーンを出店。
- 1997年 - アメリカ国内では12サイト178スクリーンを出店。シネマーク・インターナショナルはブラジル、ペルーで13サイト123スクリーンの出店。カナダでは初の完全スタジアムシートの劇場建設を発表。日本では松竹マルチプレックスシアターズと合弁契約を締結[2]。
- 1998年 - 世界各地の特定の劇場にIMAXシアターを作る協定を締結。本社オフィスをテキサス州プレイノの5階建てビルに移動。シネマーク・インターナショナルは日本での松竹マルチプレックスシアターズとの合弁契約を解消[2]。
- 1999年 - カンザスシティやワシントンD.C.、クリーブランドなどアメリカ国内の新市場への参入を含む300スクリーン以上を出店。シネマーク・インターナショナルは150スクリーン以上を出店し、台湾とイギリスでのプロジェクトを発表。
- 2000年 - 主な映画興行企業では初となるリアルタイムオンライン発券システムを提供し、インターネットで映画チケットの購入が可能となった。また、携帯電話や携帯情報端末向けの上映スケジュールの提供も開始。主要なクレジットカードも全て使用可能となった。
- 2001年 - ユタ州パークシティにシネマーク・ホリデー・ビレッジ4が開館。同館は「サンダンス映画祭の本拠地」として選定された。チケット売場や売店で使用でき、チャージ可能なシネマーク・ギフトカードを導入する。
- 2002年 - ダラスのシネマーク17でスペイン映画の新作上映を開始。オンラインでのチケット購入に加え、オンラインでの売店商品購入を試験的に開始。
- 2003年 - 現在、世界中に279サイト3000スクリーン以上をもつシネマークは映画興行業界で強い存在感を放っている。16サイト150スクリーン以上が計画段階にあり、シネマークは「街中で最良の観客席」をキャッチコピーに世界中の映画ファンにサービスを提供し続けている。
- 2004年 - シネマークは評価額約15億ドルの取引で、マディソン・ディアボーン・パートナー社(MDP)傘下に入る決定的な買収の合意に至る。アメリカで第3位の映画興行企業となる。6番目のIMAXシアターの建設を開始する。
- 2005年 - アメリカ最大の劇場を持つナショナル・シネメディア社(NCM)の株式を取得。シネマークはNCMの株主としてAMCシアターズやリーガル・エンターテインメントなど他の映画興行企業と、約13,000スクリーンのネットワークを構築する。ペンシルベニア州タレンツムに6番目のIMAXシアターを開館する。全劇場がオンライン発券に対応する。
- 2006年 - センチュリー・シアターズの買収を完了。同社は12州に約77サイトを展開する全米的な映画興行チェーンで、本社はカリフォルニア州サンラファエル。これにより初めてアラスカ州、ネバダ州、サウスダコタ州に展開することになった。
- 2007年 - ニューヨーク証券取引所に株式を上場。銘柄コードはCNK。イリノイ州ブルーミングデールとオレゴン州クラッカマス（ポートランド）に全スクリーンにデジタルシネマを完備した劇場を開館。

## 論争

### 車椅子訴訟
1997年に数名の障害者がシネマークを相手に次のように申し立て訴訟を起こした。スタジアムシート構造であるため、車椅子使用者または階段を上ることが出来ない者は劇場の最前列に座らざるを得ず、事実上スクリーンを水平に見ることが出来ないとのことである。本訴訟はエルパソ地方裁判所でララ・V裁判官のもと審理された。裁判官が下した判決はシネマークの劇場構造は障害を持つアメリカ人法（以下、ADA法）に違反しているとのものだった。判決は後に控訴審の第五巡回裁判所によってひっくり返された。ADA法によれば、シネマークは「鑑賞を妨害されない席」を提供することのみが必要であるとの判断であった。最前列に座ることにより障害者の鑑賞は見にくくなるだけで、法律的には見やすくすることは求めておらず、シネマークは違法ではないとされた。
法廷助言者からの助言に応じて、二審の裁判官の決定を上告する際、シネマークを相手にアメリカ合衆国司法省自身が訴訟を提出した。司法省の主張は次の通り。シネマークはADA法に法律的に違反していないとされる期間、それにもかかわらず劇場内で最悪の席に追いやることで障害者に対して差別をしていたとのことである。シネマークは、司法省に代わって職権乱用を主張し、司法省に対して反訴をし応じた。シネマークの反訴は棄却され、司法省は訴訟を続けた。結局シネマークは裁判の判決が下る前に和解することに応じ、判決が下る前に法廷闘争をおわらせることが会社にとって最も利益になると司法省に同意した。和解によって、シネマークは所有する劇場で車椅子の観客や他の障害者が後方の列に行ける方法を提供するように全既存館を改装するよう同意せねばならず、障害者が後方の列によりよい方法で行けるよう今後新設する劇場を建設することに同意しなければならなかった。そして今度は司法省はスタジアムシートの構造に関してADA法が適用されるとき企業に対してさらなる訴訟を起こさないことに同意した。

### 同性婚への反対
2008年、最高経営責任者のアラン・ストックがカリフォルニア州第8法案(California Proposition 8)の速やかな通過のために9999ドルの寄付をした。同法案はカリフォルニア州で同性婚を基本的権利と制定したカリフォルニア州最高裁判所の決定をくつがえすものだった。結果、反対運動として、暗殺された同性愛者の権利行動活動家ハーヴェイ・ミルクを主題にしたショーン・ペン主役のガス・ヴァン・サント監督作品『ミルク』を抗議として競合館で見るように同館の観客への推奨運動が行われている。他にも一般的なボイコットの呼びかけも行われている。